# Palais Equitable

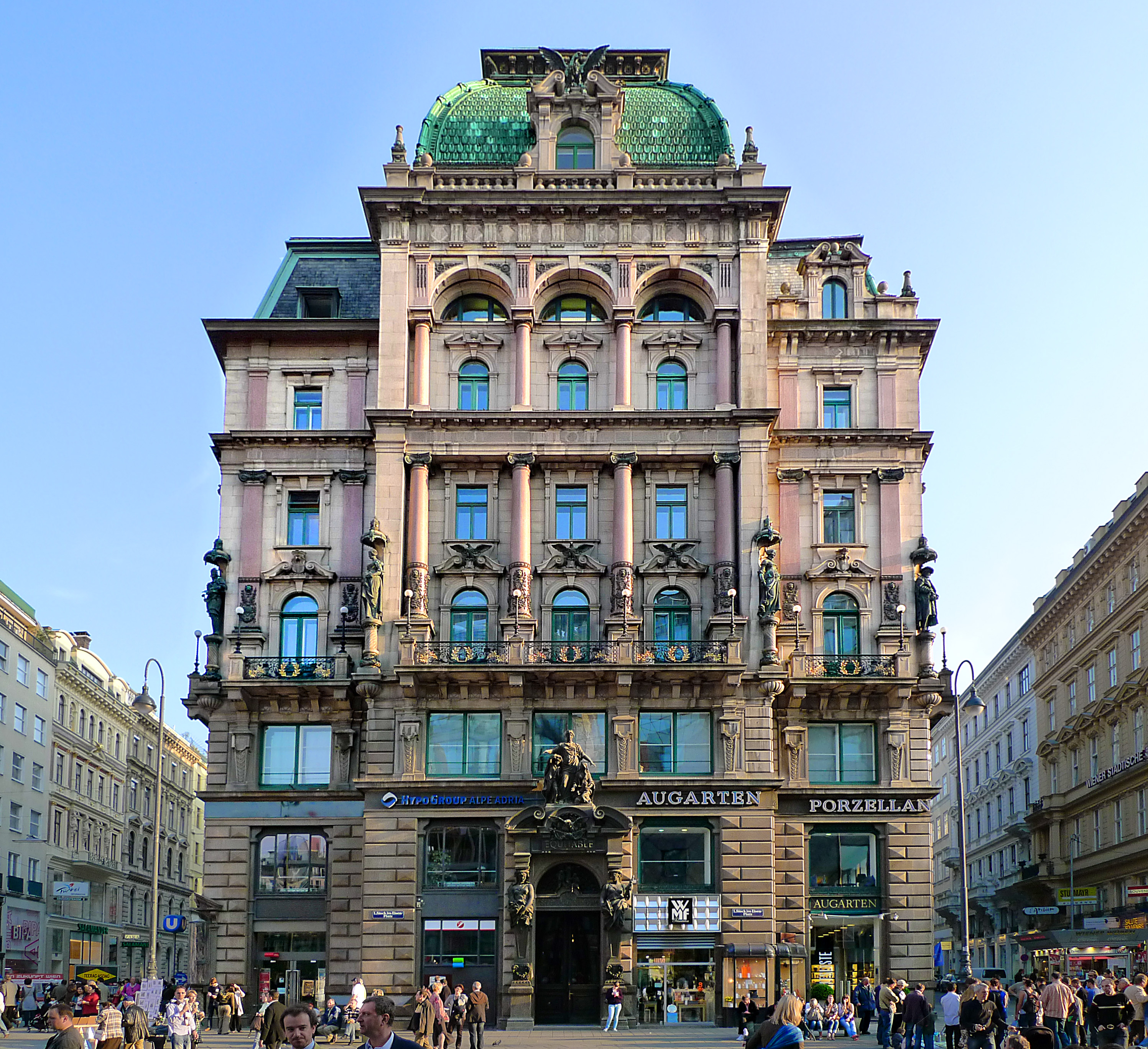
El Palais Equitable en la Stock-im-Eisen-Platz de Viena.

El Palais Equitable es un edificio situado en la Stock-im-Eisen-Platz (actualmente parte de la Stephansplatz) de la Innere Stadt de Viena, Austria, construido en el siglo XIX para The Equitable Life Assurance Society of the United States, y que incorpora el Stock im Eisen en una esquina.
El edificio se sitúa en la parcela de cinco pequeños edificios medievales que fueron demolidos entre 1856 y 1886, en parte para ampliar Kärntner Straße. Fue diseñado por Andreas Streit y construido entre 1887 y 1891. Es uno de los pocos palacios o mansiones de Viena que nunca han sido residencia aristocrática.
El Palais Equitable tiene una fachada rica en detalles que incluye águilas americanas. El Stock im Eisen, rodeado de cristal, está en una hornacina en la esquina de Kärntner Straße del edificio, y en la puerta principal hay relieves de bronce de Rudolf Weyr que representan su historia. El resto de la decoración es de Viktor Oskar Tilgner y Johann Schindler.
El interior también es muy suntuoso: en la espectacular escalera y el vestíbulo se usó mármol de Hallein y granito de Sajonia, y el patio interior está cubierto con cristal y revestido completamente en azulejos y mayólica. (Parece que la escalera fue diseñada para ser adaptable como acceso a un futuro metro.) Una pintura en el techo del vestíbulo y la decoración de estuco de la segunda planta son de Julius Victor Berger.
Wilhelm Beck & Söhne, proveedores de uniformes al Imperio Austro-Húngaro, tenía su tienda en el edificio, y también se situaba allí el consulado de los Estados Unidos.
El Palais Equitable fue dañado en la Segunda Guerra Mundial pero fue restaurado en 1949. La zona de la entrada fue renovada por Rüdiger Lainer en 1997. En la actualidad el edificio alberga oficinas de varias empresas y organizaciones, incluida la división austriaca de Sal. Oppenheim, y una tienda de Aurgarten Porcelain.